# Mazagão

Mazagão este un oraș în statul Amapá (AP) din Brazilia. Mazagão poartă numele unei colonii portugheze din teritoriul actual al Marocului. Portughezii au abandonat colonia Mazagão în anul 1768 iar populația a fost relocată în localitatea din Brazilia. Fosta colonie Mazagão din Maroc este denumită în prezent El Jadida.